# Bradford Washburn
Henry Bradford Washburn Jr. (* 7. Juni 1910 in Cambridge, Massachusetts; † 10. Januar 2007 in Lexington, Mass.) war ein US-amerikanischer Bergsteiger, Fotograf, Kartograf und Museumsdirektor.

## Leben
Bradford Washburn wurde 1910 in Cambridge (Massachusetts) geboren. Er studierte Geologie und Geographie in Harvard. Hauptberuflich war er von 1939 bis 1980 Direktor des Boston Museum of Science, das er in eines der bedeutenden naturwissenschaftlichen Museen der Vereinigten Staaten transformierte.
Washburn war ab den 1920er-Jahren einer der führenden Bergsteiger in den USA und in Europa. Er bestieg viele Berge, vornehmlich in Alaska, auf neuen Routen. Oft wurde er von seiner Frau Barbara Teel Polk begleitet, einer ebenfalls begeisterten Bergsteigerin und der ersten Frau auf dem Mount McKinley. Auf Vorbereitungsflügen zu diesen Bergtouren erstellte er tausende von Fotografien, die sich durch reiche Informationsfülle und künstlerischen Ausdruck auszeichnen. Er führte dadurch die Luftbildfotografie als Hilfsmittel für die Erforschung des Hochgebirges und zur Vorbereitung von Bergtouren ein.
Weltweit bekannt wurde Washburn mit seinen Karten. Die topografischen Karten des Mount McKinley (1960) und des Mount Everest (1988), beide im Maßstab 1:50.000, ließ er vom Bundesamt für Landestopografie bearbeiten, da er die schweizerische Art der Felsdarstellung auf Karten sehr schätzte. Beide Karten erlebten mehrere Auflagen.
Mit seiner Frau hatte Bradford Washburn einen Sohn und eine Tochter. Er starb 2007 in Lexington (Massachusetts).

## Ehrungen
Washburn war neunfacher Ehrendoktor und erhielt Auszeichnungen der National Geographic Society, der Royal Geographical Society sowie die König-Albert-Medaille. 1956 wurde er in die American Academy of Arts and Sciences gewählt.

## Werke
- Mount McKinley, Alaska 1:50.000 [Kartenmaterial]. 5th ed. Zurich: Swiss Foundation for Alpine Research; Fairbanks: University of Alaska Press, 1990.
- Mount Everest 1:50.000 [Kartenmaterial]. 2nd ed. Zurich: Swiss Foundation for Alpine Research; Boston: Museum of Science, 1991.